# Frecciarossa

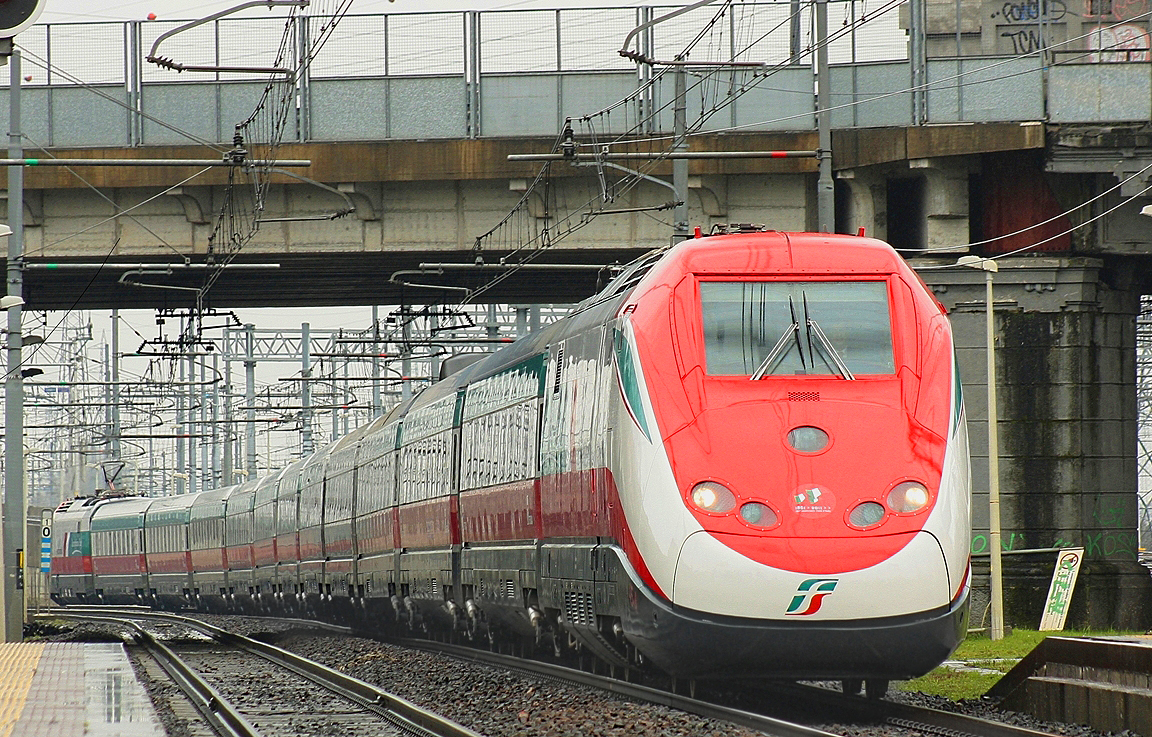
Frecciarossa ETR.500

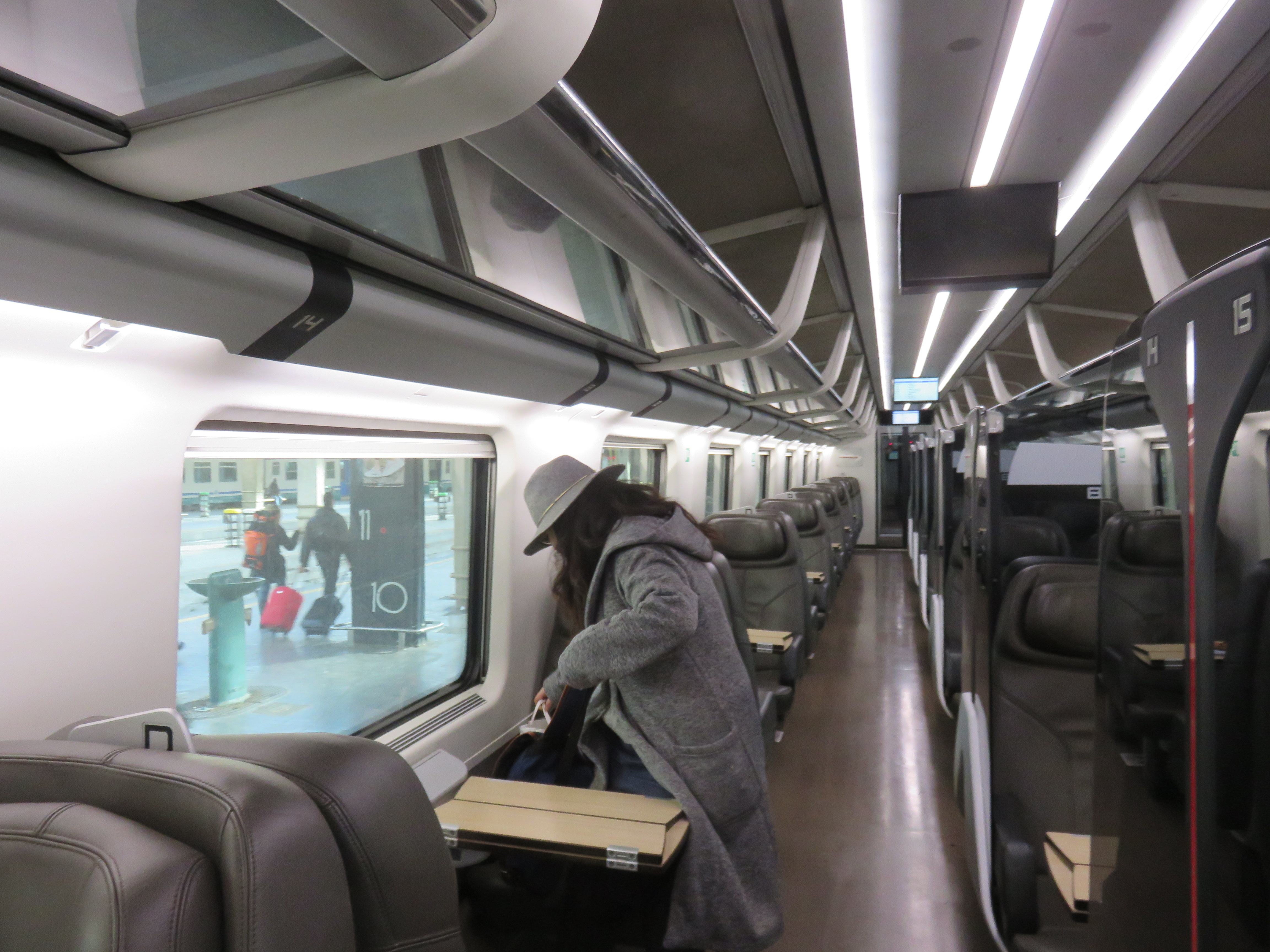
Interiér ETR 500 Business Class (únor 2017)

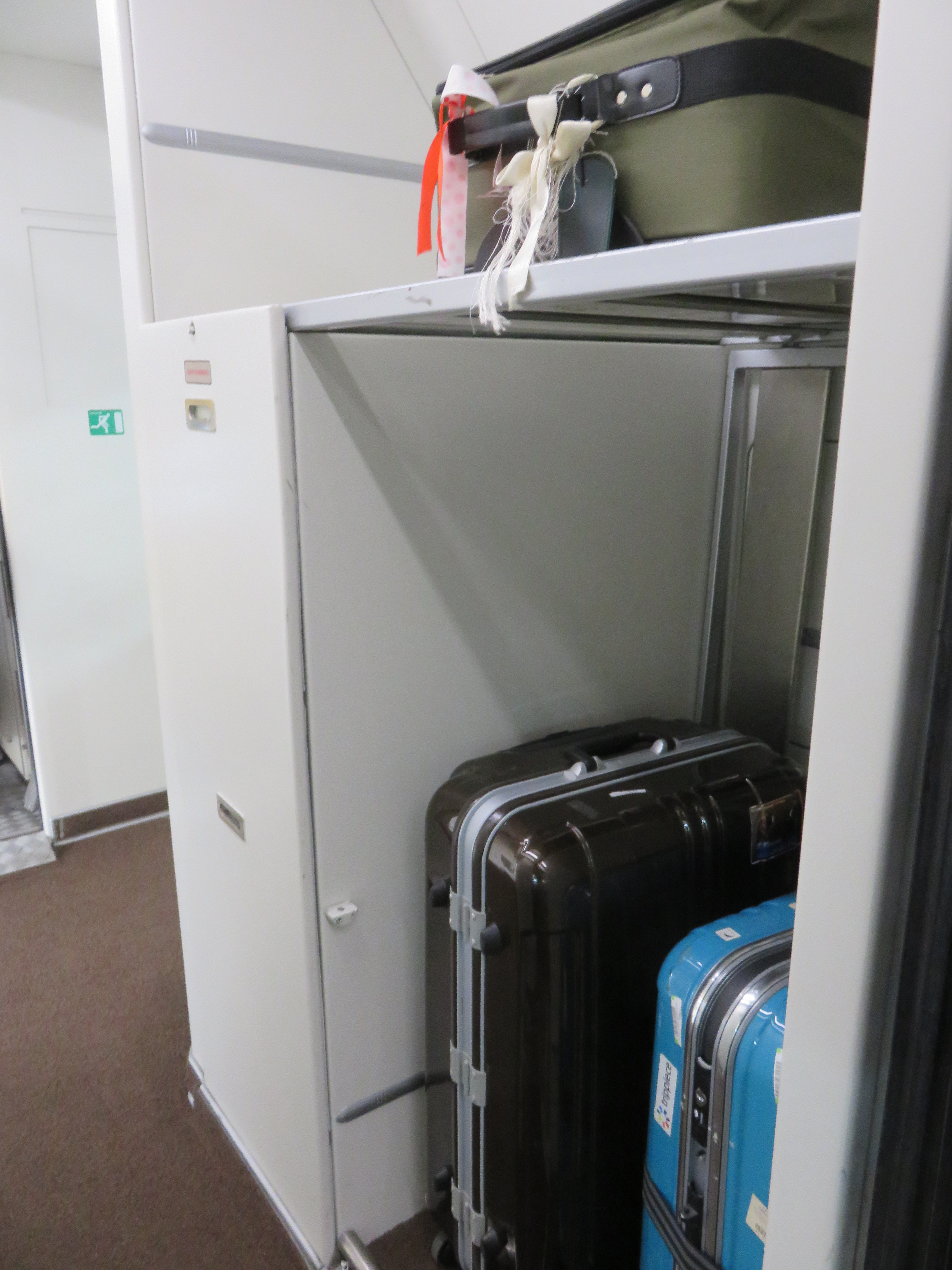
Zavazadlový prostor 500 ETR Business Class (únor 2017)

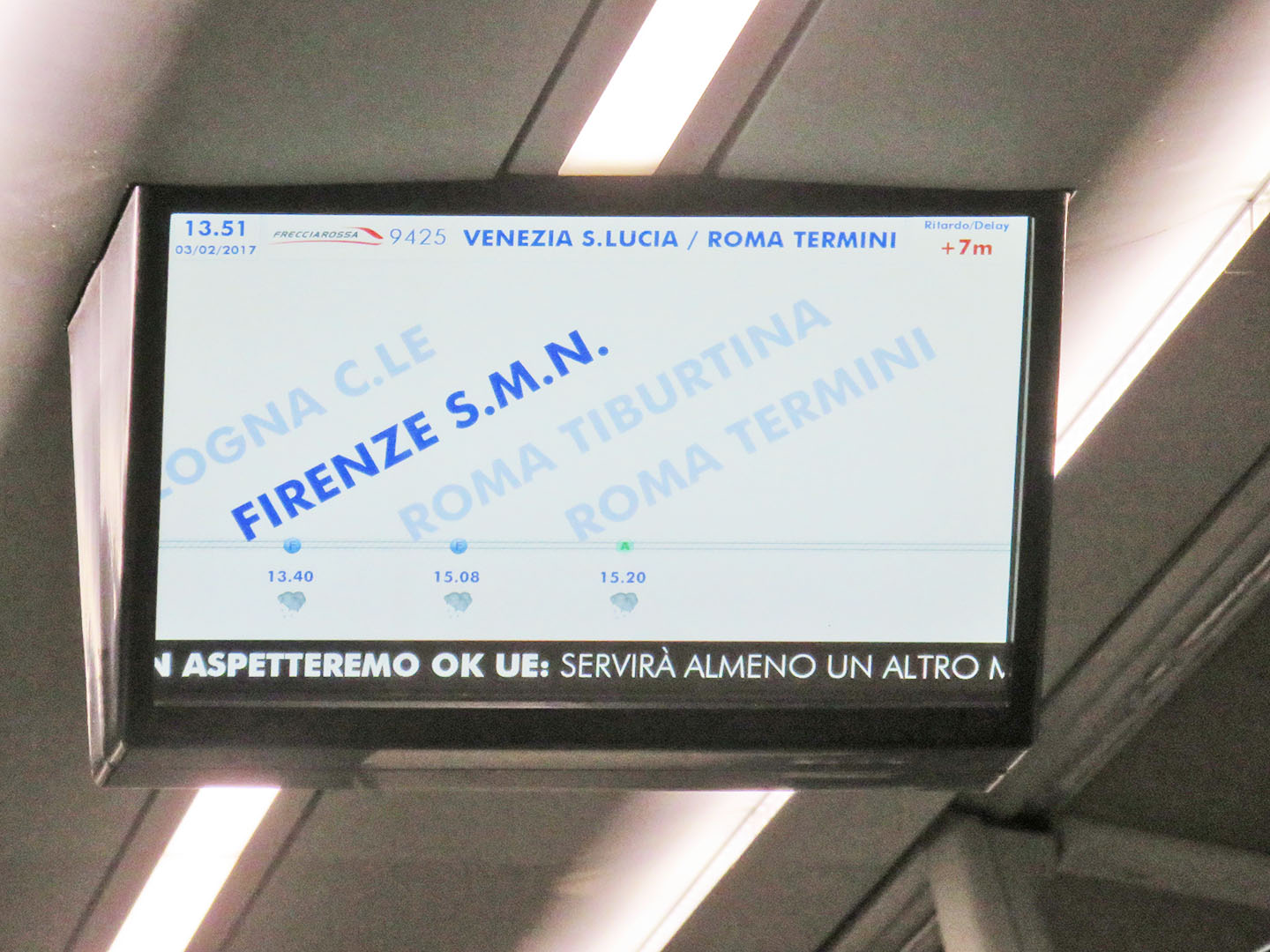
LCD displej ETR 500 Business Class (únor 2017)

Frecciarossa je vysokorychlostní vlak italského národního železničního dopravce Trenitalia a patří do skupiny vlaků Le Frecce (šípy). Vlak byl dříve znám jako Eurostar Italia. Název byl zaveden v roce 2008, a pokud by byl psán „Freccia rossa“, znamenal by „Červený šíp“. Vlaky Frecciarossa jsou provozované rychlostí až 300 km/h. Frecciarossa jsou přední spoje Trenitalie a konkurují vlakům italo provozovaným dopravcem Nuovo Trasporto Viaggiatori.

## Trasy
Vlaky Frecciarossa jsou nasazeny na následující linky:
- Turín – Milán – Reggio Emilia AV – Bologna – Florencie – Řím – Neapol – Salerno.
- Benátky – Padova – Bologna – Florencie – Řím – Neapol – Salerno
- Benátky – Padova – Vicenza – Verona – Brescia – Milán
- Řím – Florencie – Bologna – Verona
- Turín – Milán – Bologna – Rimini – Ancona – Foggia – Bari – Lecce/Taranto a Benátky – Padova – Ferrara - Bologna – Rimini – Ancona – Foggia – Bari – Lecce.
- Řím – Neapol Afragola – Salerno – Paola – Lamezia – Rosarno – Reggio Calabria.

## Kolejová vozidla
Pro linky Frecciarossa se používají následující typy kolejových vozidel:
- ETR.500: nenaklápěcí jednotka složená z jedenácti osobních vozů (jeden bistro/jídelní) s 574 sedadly, poháněná dvěma hnacími vozidly E.404, rychlost až 300 km/h.
- ETR.600: naklápěcí jednotka složená ze sedmi osobních vozů (jeden bistro/jídelní) se 432 sedadly, s rychlostí až 250 km/h.
- ETR.700: nenaklápěcí jednotka složená z 8 osobních vozů (jeden bistro/jídelní) se 497 sedadly, s rychlostí až 250 km/h.
- ETR.400 (Frecciarossa 1000): elektrická jednotka složená z osmi osobních vozů (jeden bistro/jídelní) se 457 sedadly, s rychlostí až 400 km/h.[2]

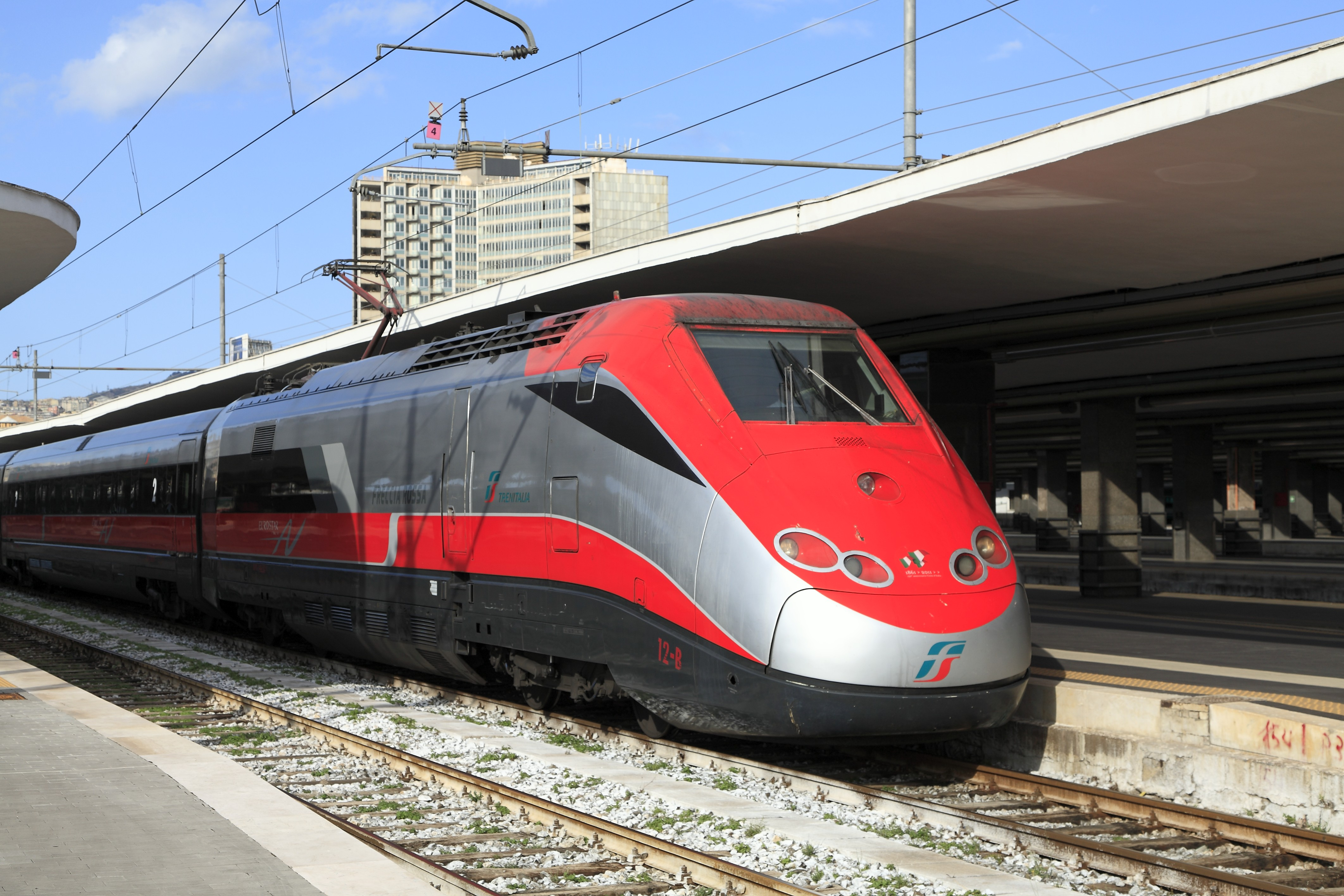
500 ETR
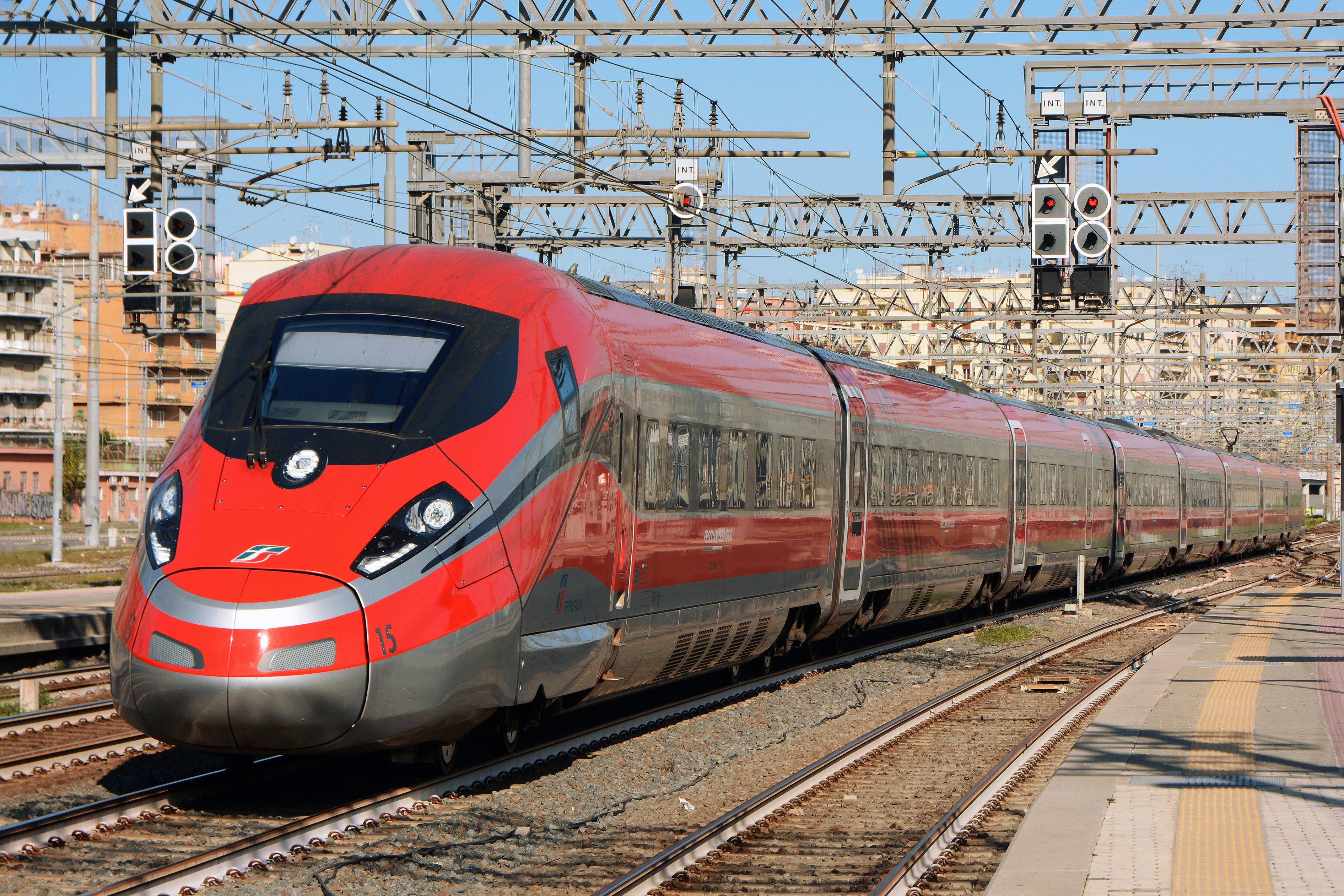
400 ETR (Frecciarossa 1000)
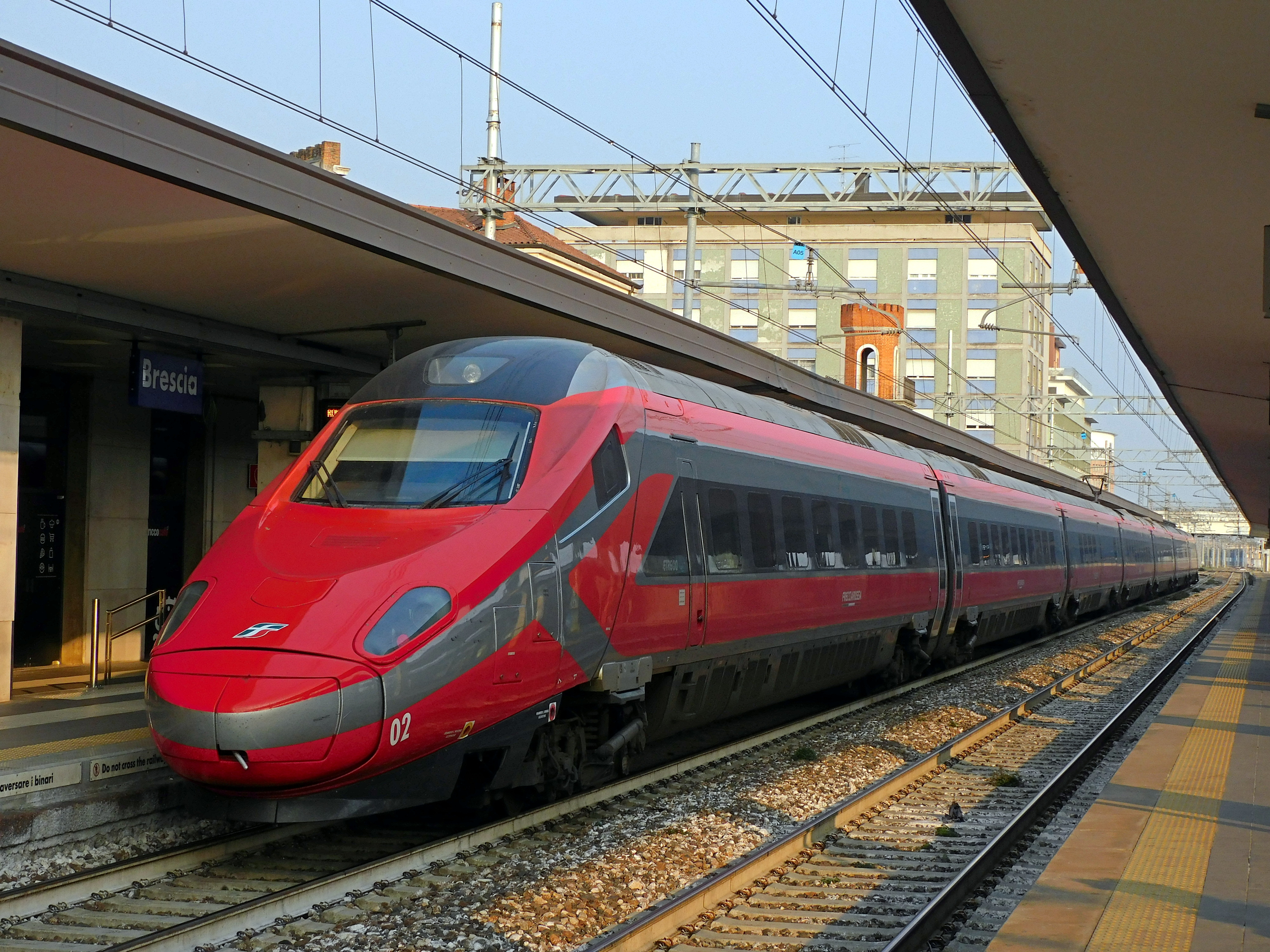
600 ETR
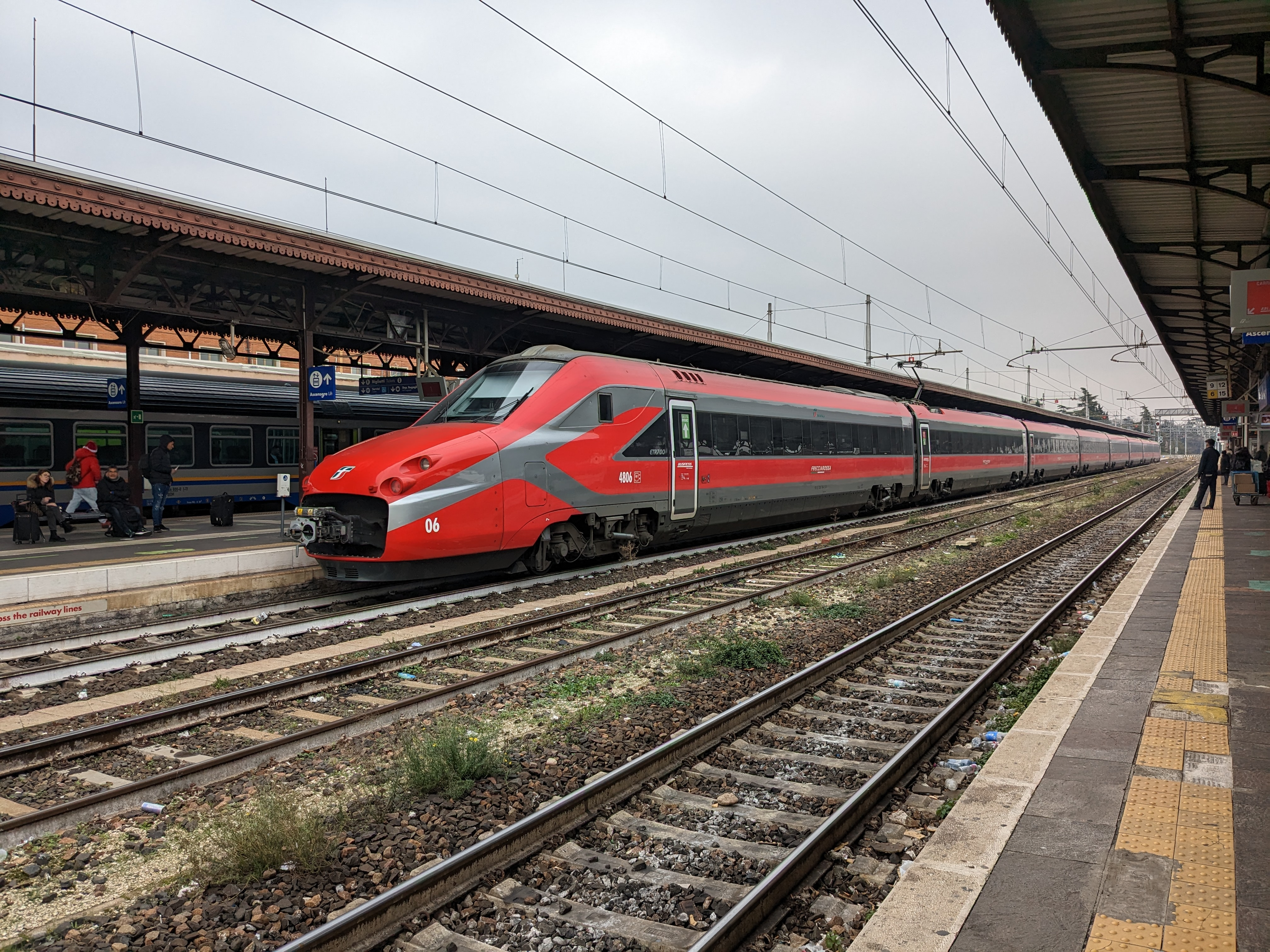
700 ETR

Vlaky Frecciarossa jezdí na vyhrazených vysokorychlostních železničních tratích s maximální rychlostí stanovenou na 300 km/h, a na některých trasách také na konvenčních železničních tratích s nižšími rychlostními limity.

## Nehody a incidenty
Dne 6. února 2020 kolem 5:30 vykolejil vlak Frecciarossa v Ospedaletto Lodigiano, dva lidé přišli o život a 27 dalších bylo zraněno.
Dne 10. prosince 2023 se vlak Frecciarossa srazil s jiným osobním vlakem ve Faenze a bylo zraněno 17 lidí.